# Cyclopropylamin
Cyclopropylamin (Cyclopropanamin nach IUPAC) ist ein primäres Amin. Bei Raumtemperatur ist die Verbindung flüssig und wegen des relativ niedrigen Siedepunkts flüchtig. Wie viele Amine hat auch Cyclopropylamin einen ammoniak- bis fischartigen Geruch.

## Eigenschaften

### Chemische Eigenschaften
Cyclopropylamin ist eine organische Base und bildet daher mit verschiedenen Säuren wie z. B. der Salzsäure Salze vom Typ C3H5-NH3+Cl−. Die Reaktivität wird stark von der Nucleophilie des Stickstoffs geprägt. Es reagiert beispielsweise mit Carbonsäurehalogeniden zu Carbonsäureamiden und mit Aldehyden/Ketonen zu Iminen bzw. durch reduktive Aminierung zu entsprechenden sekundären oder tertiären Aminen.
Der Bindungswinkel zwischen den Kohlenstoff-Atomen im Cyclopropylring beträgt zirka 60°, der Bindungsabstand von 151 pm ist für eine Einfachbindung relativ kurz. Daher ist der Ring gespannt und planar. Diese räumlichen Eigenschaften werden unter anderem in der pharmazeutischen Forschung für diverse Zwecke, zum Beispiel als „passendes“ Strukturelement für bestimmte Rezeptoren, genutzt.

## Verwendung
Cyclopropylamin wird unter anderem in der pharmazeutischen Chemie als Edukt für die Herstellung neuer Wirkstoffe verwendet.

## Biologische Bedeutung
Cyclopropylamin als solches hat für Mensch, Tier und Pflanzen keine biologische Bedeutung.

## Sicherheitshinweise
Die Verbindung ist ätzend, daher sollte man sich mit Handschuhen schützen. Aufbewahrung und Handhabung in gut gelüfteten Räumen. Der LD50-Wert beträgt 445 mg/kg (Ratte, oral).